# Cinema Impero

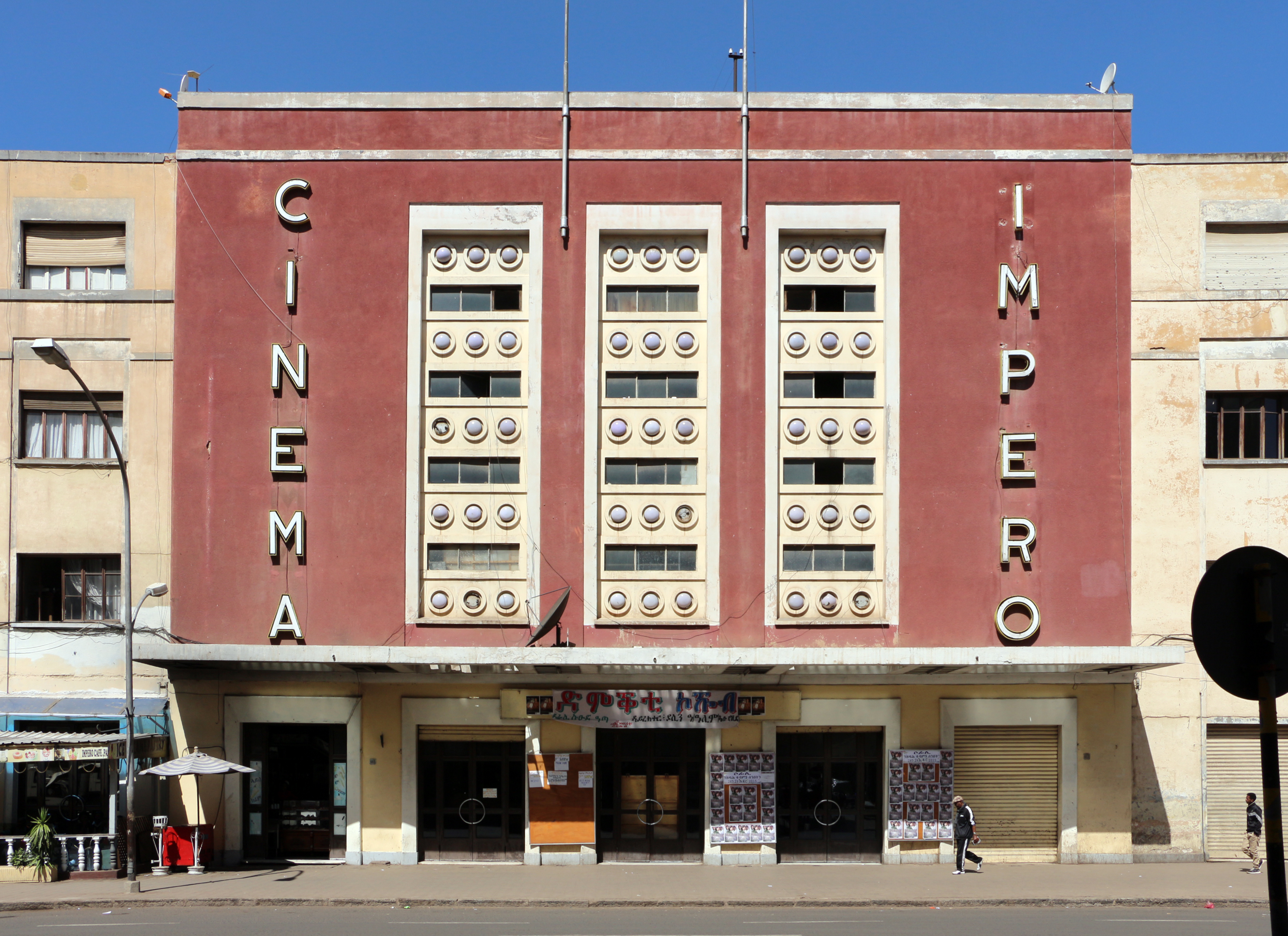
Das Cinema Impero

Das Cinema Impero (Tigrinya ኢምፐሮ ሲነማ) ist ein Kino in der eritreischen Hauptstadt Asmara. Es ist Bestandteil des UNESCO-Welterbes Asmara: a Modernist City of Africa.
Das Kino wurde 1937, während der letzten Phase der italienischen Kolonialherrschaft, nach Entwürfen von Mario Messina im Stil des Art déco errichtet. Benannt wurde es nach dem von Mussolini im Mai 1936 nach der Eroberung Äthiopiens ausgerufenen Italienischen Reich. Das Gebäude ist einschließlich seiner Ausstattung weitgehend im Originalzustand erhalten.
Am 8. Juli 2017 hat das Welterbekomitee der UNESCO den Welterbeantrag Asmara: a Modernist City of Africa angenommen und in die Welterbeliste eingeschrieben. Das Cinema Impero ist Bestandteil dieses Welterbes.